# Milejewo (gmina)
Milejewo – gmina wiejska w województwie warmińsko-mazurskim, w powiecie elbląskim. W latach 1975–1998 gmina położona była w województwie elbląskim.
W skład gminy wchodzi 13 sołectw:
| Sołectwo         | liczba mieszkańców |
| ---------------- | ------------------ |
| Huta Żuławska    | 154                |
| Jagodnik         | 178                |
| Kamiennik Wielki | 558                |
| Majewo           | 218                |
| Milejewo         | 658                |
| Ogrodniki        | 340                |
| Piastowo         | 120                |
| Pomorska Wieś    | 254                |
| Rychnowy         | 81                 |
| Stoboje          | 200                |
| Wilkowo          | 97                 |
| Zajączkowo       | 157                |
| Zalesie          | 185                |

Siedziba gminy to Milejewo.
Według danych z 31 grudnia 2019 roku gminę zamieszkiwało 3419 osób.

## Geografia
Gmina położona jest na Wysoczyźnie Elbląskiej. Znajduje się tu najwyższe wzniesienie w regionie – Srebrna Góra (198,5 m n.p.m.).
Według danych z roku 2002 gmina Milejewo ma obszar 95,55 km², w tym:
- użytki rolne: 66%
- użytki leśne: 25%

Gmina stanowi 6,68% powierzchni powiatu.

## Środowisko naturalne
Powierzchnia lasów w 2018 wynosi 2629 ha, co kształtuje lesistość gminy na poziomie 27,4%.

### Ochrona przyrody
- Park Krajobrazowy Wysoczyzny Elbląskiej
- Rezerwat przyrody Pióropusznikowy Jar

W gminie znajduje się także 9 pomników przyrody.

## Demografia

### Liczba ludności
| Rok  | Liczba Mieszkańców |
| ---- | ------------------ |
| 1995 | 2940               |
| 2000 | 2932               |
| 2005 | 2987               |
| 2010 | 3173               |
| 2015 | 3370               |

### Struktura płci i wieku
Średni wiek mieszkańców gminy wynosi 38 lat. Jest on mniejszy w stosunku do średniego wieku w województwie i kraju. Spośród mieszkańców 49,1% stanowią kobiety, a 50,9% mężczyźni.
|         | Ogółem | Ogółem | Kobiety | Kobiety | Mężczyźni | Mężczyźni |
| Wiek    | liczba | %      | liczba  | %       | liczba    | %         |
| ------- | ------ | ------ | ------- | ------- | --------- | --------- |
| 0-4     | 173    |        | 77      |         | 96        |           |
| 5-9     | 215    |        | 95      |         | 120       |           |
| 10-14   | 189    |        | 83      |         | 106       |           |
| 15-19   | 202    |        | 100     |         | 102       |           |
| 20-24   | 234    |        | 119     |         | 115       |           |
| 25-29   | 261    |        | 136     |         | 125       |           |
| 30-34   | 294    |        | 128     |         | 166       |           |
| 35-39   | 298    |        | 154     |         | 144       |           |
| 40-44   | 249    |        | 122     |         | 127       |           |
| 45-49   | 222    |        | 100     |         | 122       |           |
| 50-54   | 212    |        | 104     |         | 108       |           |
| 55-59   | 252    |        | 125     |         | 127       |           |
| 60-64   | 229    |        | 108     |         | 121       |           |
| 65-69   | 163    |        | 80      |         | 83        |           |
| 70-74   | 75     |        | 43      |         | 32        |           |
| 75-79   | 56     |        | 34      |         | 22        |           |
| 80-84   | 44     |        | 31      |         | 13        |           |
| 85+     | 45     |        | 37      |         | 8         |           |
| Łącznie | 3413   | 100%   | 1676    | 49,1%   | 1737      | 50,9%     |

Piramida wieku mieszkańców gminy Milejewo w 2014 roku.

## Gospodarka

### Działalność gospodarcza
Większość firm w gminie stanowią mikroprzesiębiorstwa. W 2017 roku zarejestrowanych było 15 spółek handlowych i 4 spółki cywilne. Zdecydowaną większość podmiotów prowadzących działalność gospodarczą to osoby fizyczne. Główne profile ich działalności to handel hurtowy i detaliczny, naprawa pojazdów, budownictwo, opieka zdrowotna i pomoc społeczna, przetwórstwo przemysłowe, transport i gospodarka magazynowa, rolnictwo, leśnictwo, łowiectwo i rybactwo.

### Zatrudnienie
W 2017 roku przeciętne miesięczne wynagrodzenie brutto w gminie wynosiło 3 446,29 zł. Bezrobocie rejestrowane w gminie wynosi 13,1%. Spośród aktywnych zawodowo mieszkańców gminy Milejewo pracuje:
- 32,2% w sektorze rolniczym
- 35,7% w przemyśle i budownictwie
- 12,3% w sektorze usługowym
- 1,3% w sektorze finansowym

## Edukacja
W gminie znajduje się jedno przedszkole, szkoła podstawowa i gimnazjum.
Wykształcenie wśród mieszkańców gminy (2011):
- 9,5% wyższe
- 1,8% policealne
- 9,9% średnie ogólnokształcące
- 14,7% średnie zawodowe
- 27,8% zasadnicze zawodowe
- 6,2% gimnazjalne
- 27,1% podstawowe
- 2,9% niepełne podstawowe

## Infrastruktura i transport
Przez gminę przebiega droga krajowa .
Do miejscowości gminy dojeżdża elbląska komunikacja miejska (w drugiej strefie biletowej).

## Architektura i zabytki

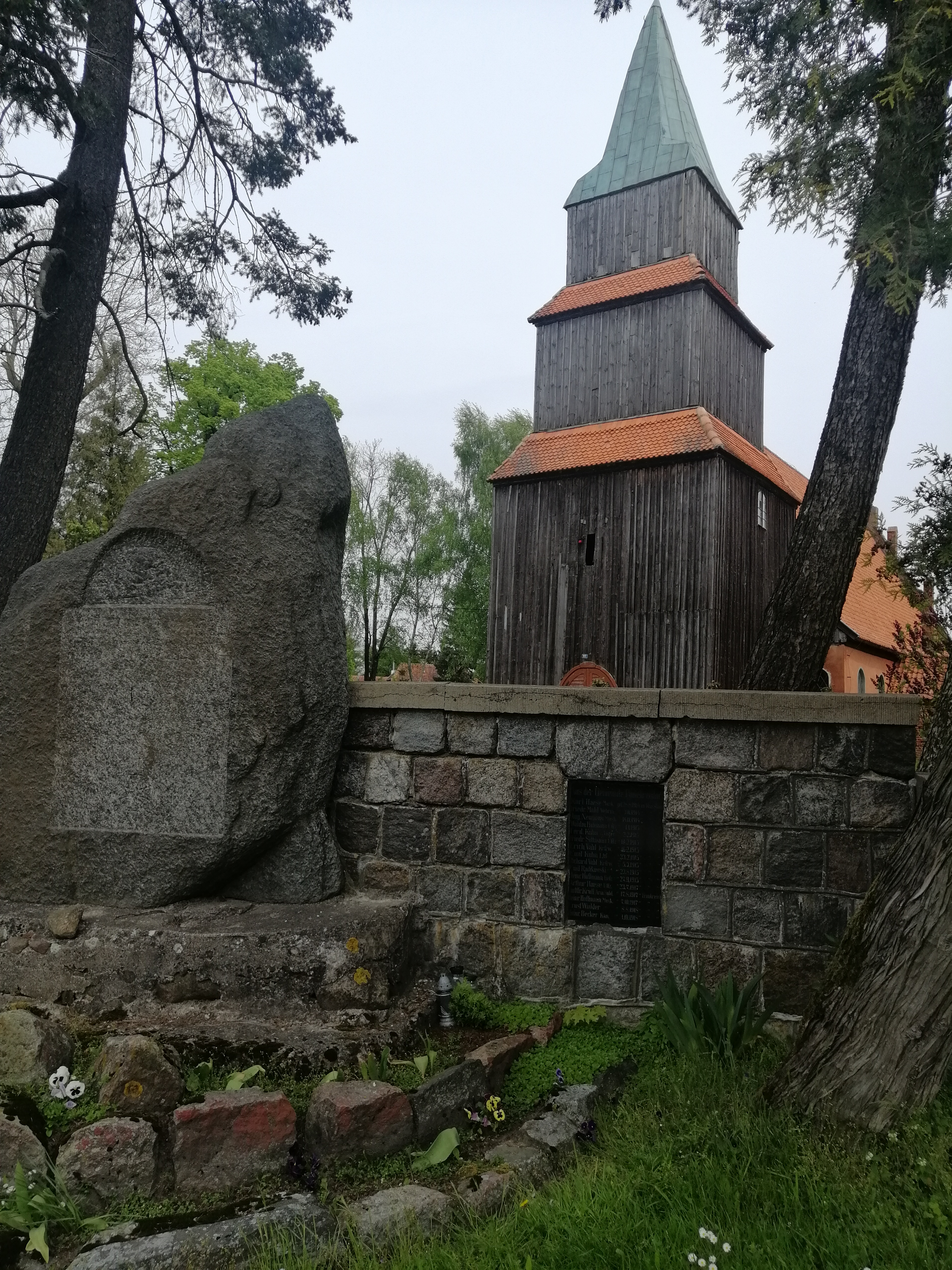
Kościół w Pomorskiej Wsi

### Budynki w rejestrze zabytków
Huta Żuławska:
- dom podcieniowy nr 24
- dom podcieniowy nr 29
- dom podcieniowy nr 30 (nie istnieje)
- stodoła, szach. (nie istnieje)

Kamiennik Wielki:
- dom podcieniowy nr 8

Milejewo:
- kościół par. pw. św. Stanisława

Ogrodniki:
- dom (nie ustalony)
- wiatrak (nie istnieje)

Pomorska Wieś:
- kościół pw. Niepokalanego Poczęcia NMP

## Sąsiednie gminy
Elbląg (miasto), Elbląg, Młynary, Pasłęk, Tolkmicko.